# Дом за вешање
Дом за вешање је југословенски љубавно-драмски филм из 1988. године у режији Емира Кустурице. Главне улоге тумаче Давор Дујмовић, Бора Тодоровић и Љубица Аџовић. Снимљен на ромском језику, филм се фокусира на Перхана, младог Рома са телекинетичким моћима, који бива заведен да се упусти у живот ситног криминала.
Филм је сниман у Сарајеву, Скопљу, Београду (сцене испод моста, снимане су на Савском насипу на Новом Београду) и Милану. На Канском филмском фестивалу био је номинован за Златну палму, док је Кустурица освојио награду за најбољег редитеља. Такође је изабран као југословенски кандидат за Оскара за најбољи филм на страном језику, али није ушао међу пет номинованих.

## Радња
Перхан, млади Ром, живи са својом пожртвованом баком Хатиџом, хромом сестром Даниром и порочним ујаком Мерџаном. Хатиџа има натприродне исцелитељске моћи, док је Перхан наследио телекинетичке способности. Он жели да се ожени девојком Азром, али њена мајка то не дозвољава јер је Перхан ванбрачни син једног словеначког војника који је завео његову мајку, а уз то нема ни посао ни уштеђевину.
У село долази Ахмед, „цигански шеик”, са својом браћом. Мерџан губи одећу у коцкању са Ахмедовом браћом и враћа се кући очајан због губитка новца. У олуји, у немогућности да нађе новац, оптужује Хатиџу да га крије и дизалицом подиже кров куће, остављајући Перхана, његову баку и Даниру изложене киши. Убрзо након тога, Хатиџу позивају да својим моћима спасе Ахмедовог болесног сина Роберта, што она и чини. У знак захвалности, она предлаже Ахмеду договор – да плати лечење Данирине ноге у Љубљани. Перхан креће са Даниром и обећава баки да је неће оставити, али га Ахмед убеђује да остави сестру у болници и пође са њим у Милано.
У почетку, Перхан жели поштеним радом да заради новац, али након што буде претучен и понижен, почиње да краде и да штеди новац. Након што га је његов брат Садам издао, Ахмед поставља Перхана за вођу операције. Он се богати, али га код куће дочекају разочарања – Азра је трудна, а Перхан одбија да поверује да је дете његово. Венчавају се уз услов да ће дете продати. Перхан сазнаје да градња куће коју му је Ахмед обећао није ни започета, а Данира није оперисана, већ присиљена да проси за Ахмедову организацију.
Током прве брачне ноћи, Азра говори Перхану да је дете његово, зачето на Ђурђевдан. Док још носи венчаницу, Азра умире при порођају, левитирајући у ваздуху (знак да је дете наследило Перханове моћи). Ахмед одводи дете, такође названо Перхан, које одраста у његовој банди.
После четири године, Перхан проналази Даниру у Риму, а она га доводи до Перхана млађег, кога сада прихвата као своје дете. Оставља децу на станици, обећавајући да ће се вратити са хармоником за сина и поклоном за баку. Међутим, одлази да се обрачуна са Ахмедом, који се управо жени. На свадби, Перхан убија Ахмеда виљушком, користећи своје моћи, али и једног од његове браће. Убрзо затим, Ахмедова нова жена убија Перхана.
На сахрани, Хатиџа служи пиће гостима, док Перхан млађи излази из куће, разбија стакло и краде златнике са очевих очију. Мерџан га примећује и креће за њим, али на крају одустаје и одлази према оближњој цркви.

## Улоге
| Глумац             | Улога                |
| ------------------ | -------------------- |
| Давор Дујмовић     | Перхан               |
| Бора Тодоровић     | Ахмед                |
| Љубица Аџовић      | Хатиџа               |
| Хуснија Хасимовић  | Мерџан               |
| Синоличка Трпкова  | Азра                 |
| Забит Мемедов      | Забит                |
| Елвира Сали        | Данира               |
| Суада Каришик      | Џамила               |
| Предраг Лаковић    | Ахмедов старији брат |
| Мирсад Зулић       | Зеф                  |
| Ајнур Реџепи       | Перханов син         |
| Бедрије Халим      | Ружа, Азрина мајка   |
| Шабан Ројан        | Алија, Азрин отац    |
| Бранко Ђурић Ђуро  | Садам                |
| Един Ризвановић    | Ирфан                |
| Марјета Грегорац   | медицинска сестра    |
| Борис Јух          | доктор               |
| Ибро Зулић         | Рамо                 |
| Адвија Реџепи      |                      |
| Емир Черин         | Ћиро                 |
| Мурат Јагли        |                      |
| Ирфан Јагли        |                      |
| Јулијана Демировић |                      |
| Назипа Ахметовић   |                      |
| Алберт Мамутовић   |                      |
| Јадранка Аџовић    |                      |

## Продукција
Драган Николић је био први Кустуричин избор за улогу Ахмеда, али је она касније припала Бори Тодоровићу.